# Thomisus onustus
Thomisus onustus là một loài nhện trong họ Thomisidae.
Loài này thuộc chi Thomisus. De bloemkrabspin được Charles Athanase Walckenaer miêu tả năm 1805.

## Hình ảnh

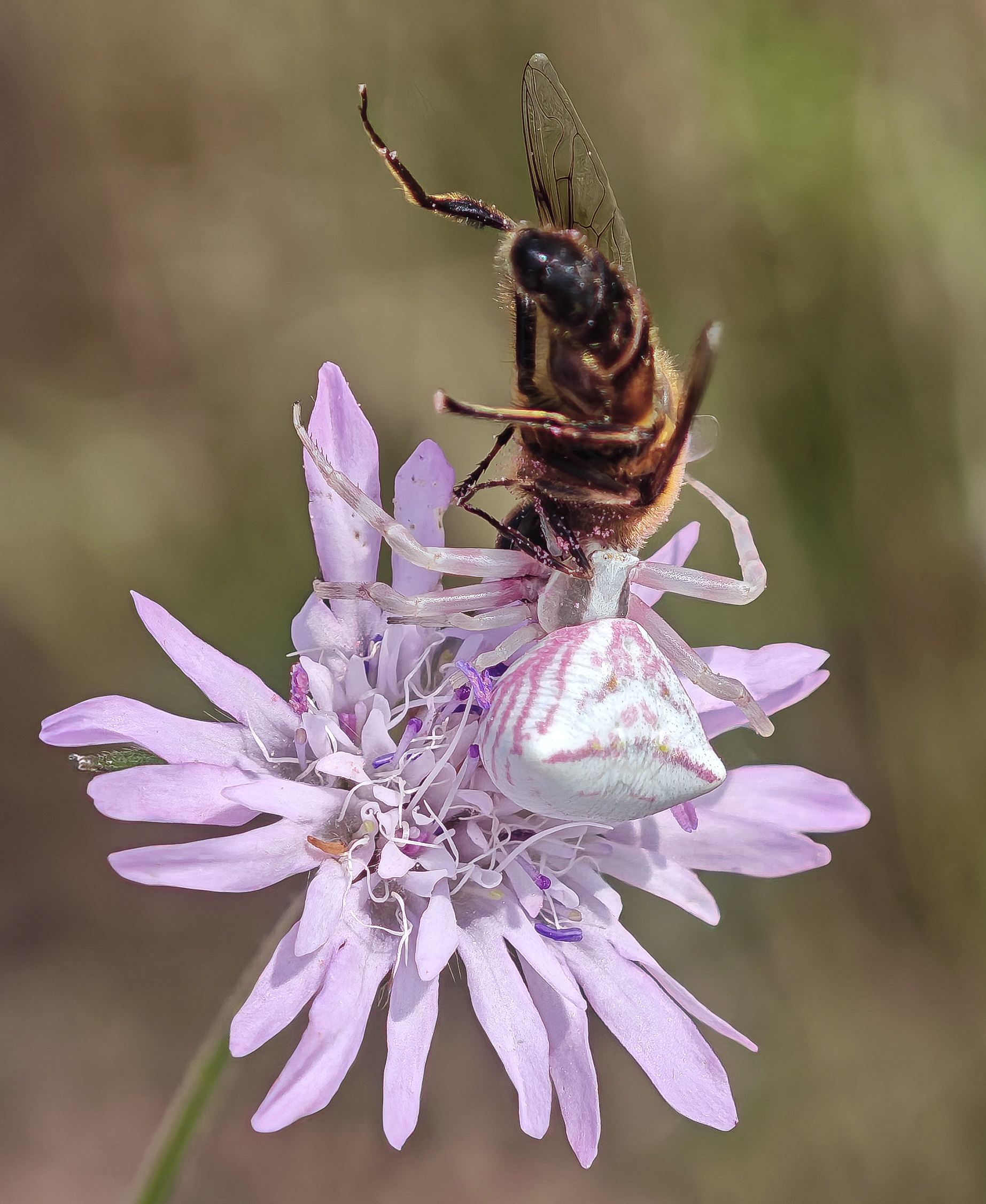
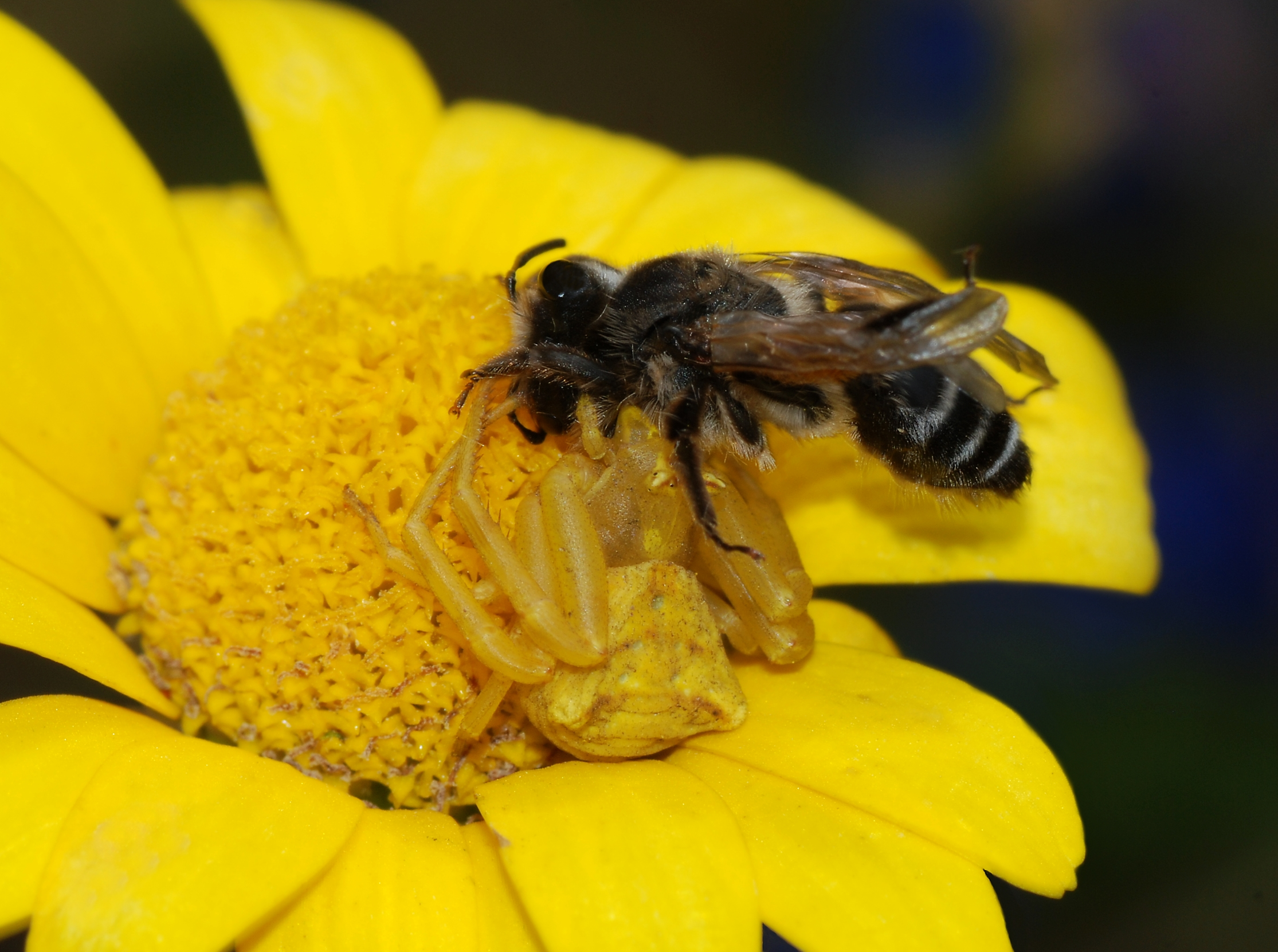
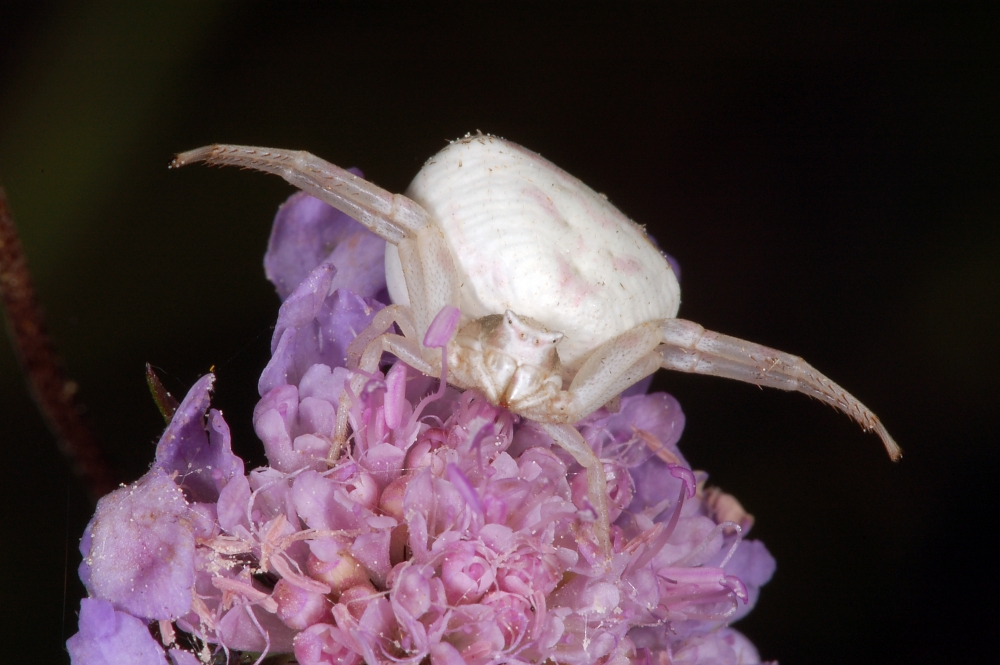
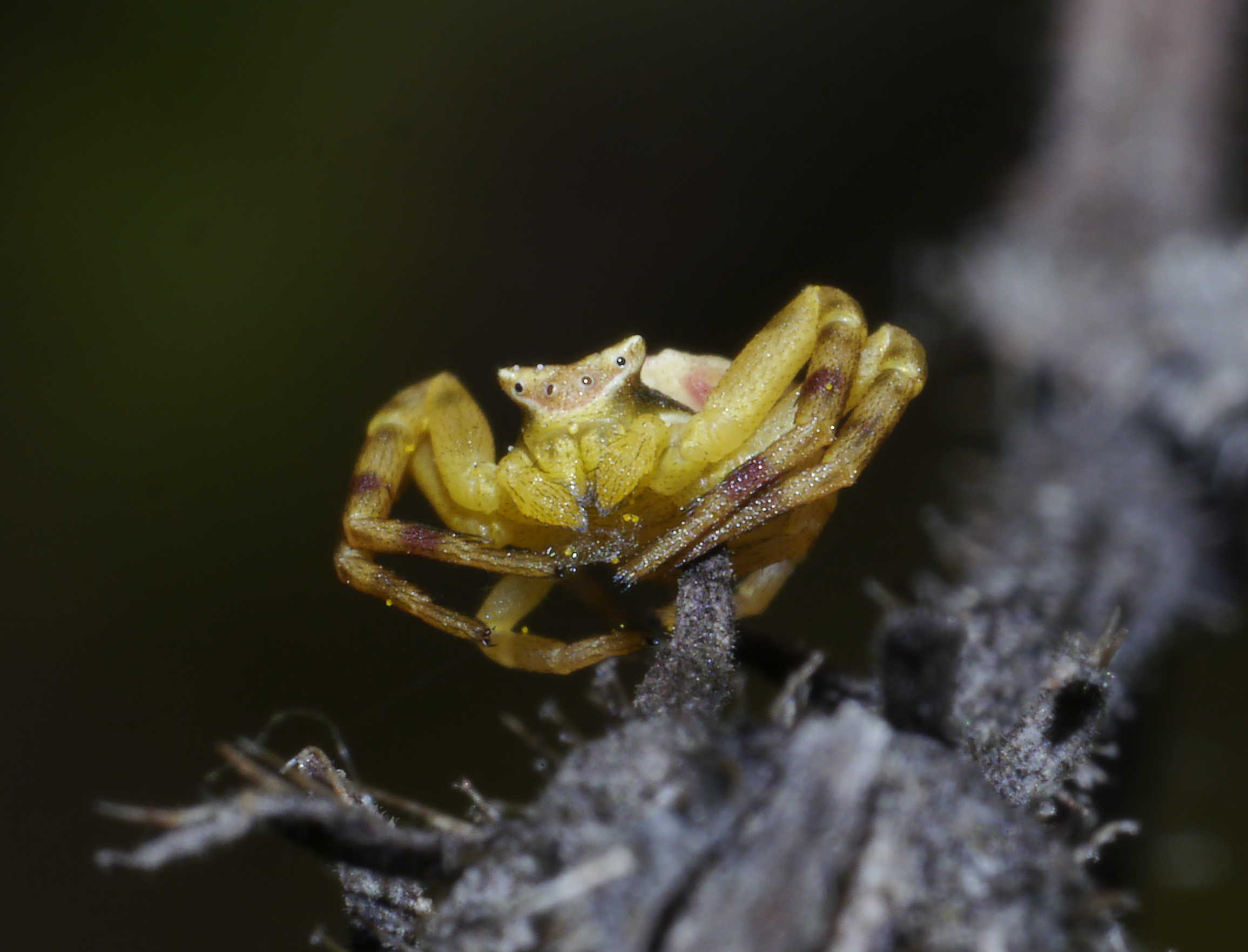
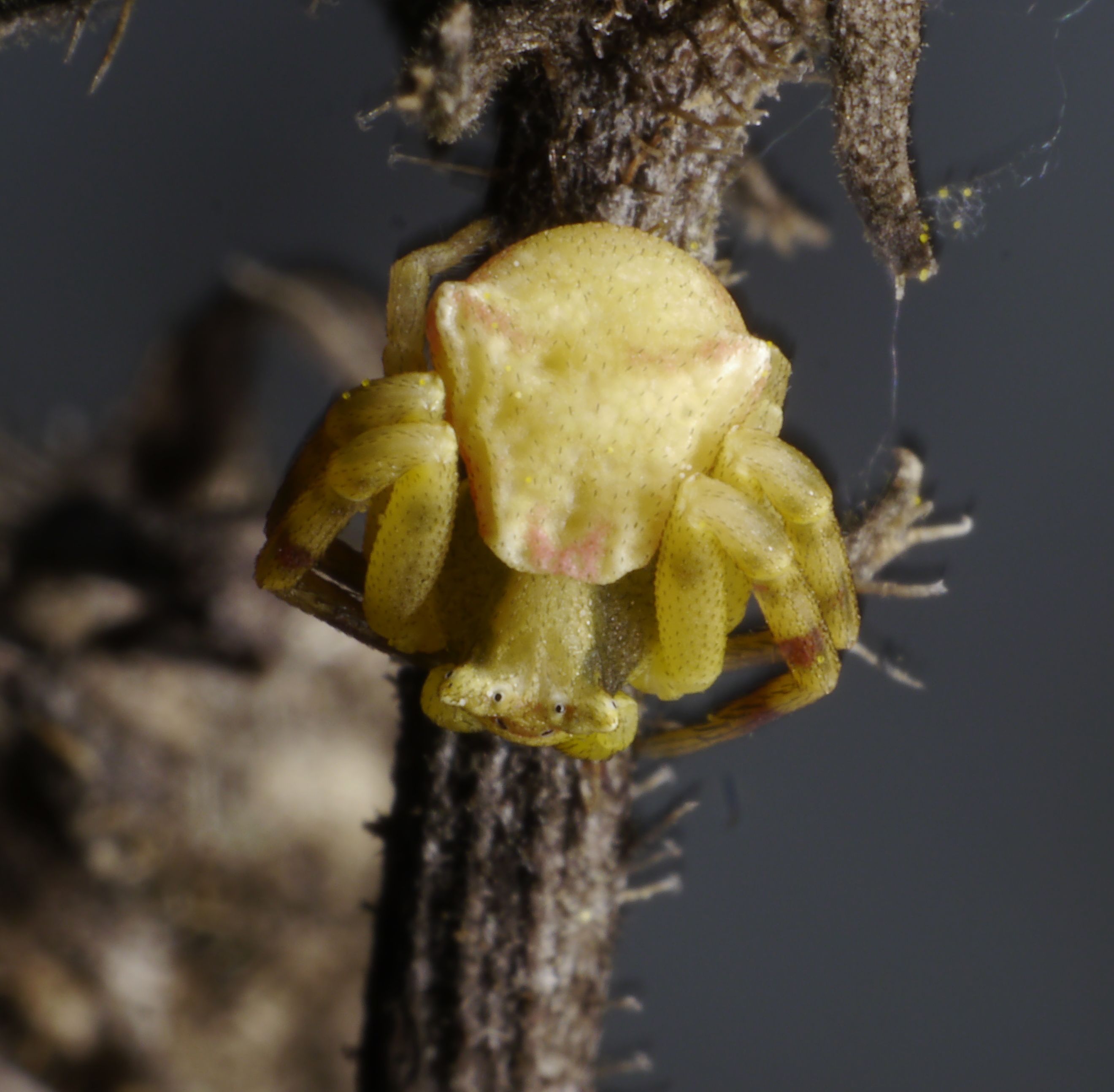